# Boltzmann-fordelingen
 Ikke at forveksle med Maxwell-Boltzmann-fordelingen.
Boltzmann-fordelingen beskriver sandsynligheden for, at et fysisk system er i en given tilstand. Sandsynligheden {\displaystyle p} for at et system er i en tilstand med energien {\displaystyle \varepsilon } er proportional med en eksponentialfunktion:
{\displaystyle p\propto e^{-{\frac {\varepsilon }{k_{B}T}}}}
hvor {\displaystyle T} er systemets temperatur, {\displaystyle k_{B}} er Boltzmanns konstant, og {\displaystyle e^{-{\frac {\varepsilon }{k_{B}T}}}} kaldes Boltzmann-faktoren. Det ses, at høje energitilstande er mindre sandsynlige, men det er kun, når temperaturen er nul, at systemet udelukkende kan være i den laveste energitilstand.
For et system med {\displaystyle M} diskrete energitilstande bliver den normerede sandsynlighed {\displaystyle p_{i}} for at være i energitilstanden {\displaystyle \varepsilon _{i}} altså:
{\displaystyle p_{i}={\frac {e^{-{\frac {\varepsilon _{i}}{k_{B}T}}}}{Z}}}
hvor nævneren kaldes for tilstandssummen,
{\displaystyle Z=\sum _{j}^{M}e^{-{\frac {\varepsilon _{j}}{k_{B}T}}}}
som sørger for, at summen af sandsynligheder er 1.
Boltzmann-fordelingen er central i den statistisk mekanik. Fordelingen er den klassiske grænse til den kvantemekaniske Fermi-Dirac-fordeling og Bose-Einstein-fordeling.

## Udledning
Boltzmann-fordelingen kan udledes på flere forskellige måder, der komplementerer hinanden. I det følgende benyttes termisk ligevægt og Gibbs' entropiformel.

### Termisk ligevægt
I den første metode ses der på en termisk ligevægt mellem to systemer. Det ene system er meget større end det andet og kaldes et reservoir. Det har oprindeligt energien {\displaystyle E}, men afgiver en meget lille del {\displaystyle \varepsilon } for at opnå termisk ligevægt. Det første system har antallet {\displaystyle \Omega (E-\varepsilon )} af mikrotilstande for energien {\displaystyle E-\varepsilon }, mens det andet system er så lille, at det kun har {\displaystyle \Omega _{s}(\varepsilon )=1} mikrotilstand for energien {\displaystyle \varepsilon }. Sandsynligheden {\displaystyle p} for at finde det lille system med en bestemt energi {\displaystyle \varepsilon } er proportional antallet af mikrotilstande {\displaystyle \Omega _{\text{tot}}} for de samlede to systemer. Dette er blot produktet af antallet af mikrotilstande af de to systemer hver for sig. Sandsynligheden er altså:
{\displaystyle p(\varepsilon )\propto \Omega _{\text{tot}}=\Omega (E-\varepsilon )\Omega _{s}(\varepsilon )=\Omega (E-\varepsilon )}
For at finde et udtryk for {\displaystyle \Omega (E-\varepsilon )} kan den naturlige logaritme til {\displaystyle \Omega (E)} Taylor-ekspanderes til første orden:
{\displaystyle \ln \Omega (E-\varepsilon )\approx \ln \Omega (E)-{\frac {d\ln \Omega (E)}{dE}}\varepsilon }
Temperaturen {\displaystyle T} for reservoiret er defineret som
{\displaystyle {\frac {1}{k_{B}T}}\equiv {\frac {d\ln \Omega (E)}{dE}}}
og da de to systemer er i termisk ligevægt, er {\displaystyle T} også det lille systems temperatur. Dermed bliver Taylor-ekspansionen:
{\displaystyle \ln \Omega (E-\varepsilon )\approx \ln \Omega (E)-{\frac {\varepsilon }{k_{B}T}}}
Eksponential-funktionen tages på begge sider for at ophæve logaritmen:
{\displaystyle \Omega (E-\varepsilon )=\Omega (E)e^{-{\frac {\varepsilon }{k_{B}T}}}}
Det vil sige, at
{\displaystyle p(\varepsilon )\propto e^{-{\frac {\varepsilon }{k_{B}T}}}}
Det ses, at det lille system altså kan have forskellige energier, selvom temperaturen er konstant.

### Entropi
Jævnfør Gibbs entropiformel er entropien {\displaystyle S} for et system generelt givet ved:
{\displaystyle S=-k_{B}\sum _{i}p_{i}\ln p_{i}}
hvor {\displaystyle p_{i}} er sandsynligheden for, at systemet er i makrotilstanden {\displaystyle i}. I denne sammenhæng altså sandsynligheden for at have energi {\displaystyle \varepsilon _{i}}. Den gennemsnitlige energi må være den indre energi {\displaystyle U}
{\displaystyle U=\sum _{i}p_{i}\varepsilon _{i}}
og sandsynlighederne er normerede, hvilket vil sige, at
{\displaystyle 1=\sum _{i}p_{i}}
Vha. Lagrange-multiplikatorer indsættes disse to betingelser, og den nye funktion kaldes {\displaystyle F}:
{\displaystyle F={\frac {S}{k_{B}}}+\alpha (1-\sum _{i}p_{i})+\beta (U-\sum _{i}p_{i}\varepsilon _{i})}
hvor entropien er divideret med {\displaystyle k_{B}} for nemhedens skyld. Dette skal maksimeres mht. sandsynligheden {\displaystyle p_{j}}. Her bruges {\displaystyle j}, da {\displaystyle i} allerede er brugt til summerne. Den afledte skal give nul:
{\displaystyle {\begin{aligned}{\frac {\partial F}{\partial p_{j}}}={\frac {\partial }{\partial p_{j}}}\left(-\sum _{i}p_{i}\ln p_{i}+\alpha (1-\sum _{i}p_{i})+\beta (U-\sum _{i}p_{i}\varepsilon _{i})\right)&=0\\{\frac {\partial }{\partial p_{j}}}\left(\sum _{i}-p_{i}\ln p_{i}-\alpha p_{i}-\beta p_{i}\varepsilon _{i}\right)&=0\\{\frac {\partial }{\partial p_{j}}}\left(p_{j}\ln p_{j}+\alpha p_{j}+\beta p_{j}\varepsilon _{j}\right)&=0\\\ln p_{j}+1+\alpha +\beta \varepsilon _{j}&=0\end{aligned}}}
Sandsynligheden kan nu isoleres:
{\displaystyle {\begin{aligned}\ln p_{j}&=-1-\alpha -\beta \varepsilon _{j}\\p_{j}&=e^{-1-\alpha -\beta \varepsilon _{j}}\\p_{j}&={\frac {e^{-\beta \varepsilon _{j}}}{e^{1+\alpha }}}\end{aligned}}}
Boltzmann-fordelingen er dermed udledt. Nævneren er blot en konstant og må altså være lig med tilstandssummen:
{\displaystyle Z=e^{1+\alpha }}
En sammenligning med udledningen vha. termisk ligevægt viser, at multiplikatoren {\displaystyle \beta } må være:
{\displaystyle \beta ={\frac {1}{k_{B}T}}}
Dvs. at {\displaystyle \beta } blot er en anden måde at beskrive den samme fysik, som temperatur beskriver.